# Eumelicharia radiata
Eumelicharia radiata är en insektsart som först beskrevs av William Lucas Distant 1892.  Eumelicharia radiata ingår i släktet Eumelicharia och familjen Flatidae. Inga underarter finns listade i Catalogue of Life.